# Rudolf von Weis-Ostborn
Rudolf von Weis-Ostborn (* 8. November 1876 in Graz; † 18. Dezember 1962 ebenda) war ein österreichischer Dirigent und Komponist.

## Leben und Werk
Rudolf von Weis-Ostborn erhielt von 1892 bis 1900 seine musikalische Ausbildung bei Erich Wolf Degner an der Musikschule des Musikvereins für Steiermark in Graz. Zudem studierte er von 1896 bis 1900 Musikgeschichte und Musikästhetik bei Friedrich von Hausegger an der Universität Graz. Weiterhin nahm er privaten Gesangsunterricht bei M. Krämer-Widl.
1902 bis 1903 wirkte er als Musikdirektor in Knittelfeld in der Steiermark. Von 1913 bis 1919 war er Dirigent der Philharmonischen Gesellschaft in Laibach. Von 1919 bis 1958 war er Domchordirektor in Graz. darüber hinaus leitete er mehrere Chöre und Orchester in Graz. 1928 war er in Graz zum Professor ernannt worden.
Rudolf von Weis-Ostborn schrieb das Oratorium Christophorus (1947), acht Messen, drei deutsche Messen a cappella, zwei Requien, mehrere kleinere Kirchenwerke, die Melodie für Streicher op. 3, den Epilog für zwei Hörner und Fagott op. 7, die Sonatine für Klavier op. 6, Chöre, Volksliedbearbeitungen und Lieder.